# 林伸伍
林 伸伍（はやし しんご、1985年1月25日 - ）は、日本の馬術選手。アイリッシュアラン乗馬学校所属。北海道出身。東海大学付属第四高等学校、明治大学卒業。

## 略歴
1985年1月25日 北海道生まれ。ほくせい乗馬クラブに勤めていた伯母の影響で3歳から乗馬を始める。
明治大学馬術部では馬場馬術・障害馬術・総合馬術の3種目に取り組む。大学2年で挑んだ全日本ジュニア馬場馬術大会のヤングライダー選手権で優勝。4年生時の2006年にもこれを制し、以後専門を馬場馬術に定める。
大学卒業後、単身ドイツに渡り本場ヨーロッパの馬場馬術を学んだのち、東京乗馬倶楽部を経てアイリッシュアラン乗馬学校に所属する。2010年の広州アジア大会で日本人最高の個人5位とし、2014年の仁川アジア大会では団体銀メダルを獲得。2018年の世界選手権では日本人最高の46位の成績を残した。
国内では2014年、2016年、2018年に全日本馬場馬術選手権を制している。2017年12月のCDI3* Gotembaではオリンピック出場経験のあるエクゥィスクリアウォーターとともにグランプリ自由演技で74.875％という高得点を記録した。
2020年東京オリンピック馬場馬術ではE組8位で決勝には進出できなかった。

## 主な成績

### オリンピック競技大会
- 2021年東京（ 日本）
  - 馬場馬術　個人48位、団体14位（スコラリ4）[10]

### 世界馬術選手権
- 2018年トライオン（ アメリカ合衆国）
  - 馬場馬術 個人46位、団体14位（エクゥィスクリアウォーター）[11]
- 2022年ヘアニング（ デンマーク）
  - 馬場馬術 個人65位、団体15位（スコラリ4）[12]

### アジア競技大会
- 2010年広州（ 中国）
  - 馬場馬術 個人5位、団体4位（オルガ）

- 2014年仁川（ 韓国）
  - 馬場馬術 個人16位、団体2位（ヴェラヌス）

### 世界学生馬術選手権
- 2004年東京（ 日本）[13]
  - 団体総合 優勝
  - 障害馬術 個人3位
  - 総合馬術 個人3位
- 2006年ラ・ロシェル（ フランス）[14]
  - 団体総合 3位
  - 馬場馬術 個人3位